# 帯広北バイパス
帯広北バイパス（おびひろきたバイパス）は、北海道河東郡音更町から帯広市に至る国道241号のバイパス道路。

## 概要
音更市街を通過する一般国道241号は、ロードサイド店舗の出店により買い物客や物流の車両が集中するようになったほか、帯広市のベッドタウン化に伴う人口増加の影響もあり許容範囲を超えた交通量となって慢性的な渋滞に悩まされてきた。また、北海道横断自動車道のインターチェンジ設置を計画していたため、アクセスの良い道路が望まれていた。バイパス供用後は大型車の通行が一般国道241号から転換して増加し、工業団地などへのアクセスが向上した。

### 路線データ
- 路線名：都市計画道路3・3・45 帯広北新道[3][4]
- 起点：北海道河東郡音更町共和[5]
- 終点：北海道帯広市西17条北1丁目[5]
- 全長：12.5 km[5]
- 幅員：28.0 m[5]
- 構造規格：4種1級[5]
- 設定速度：60 km/h[5]
- 車線：4車線[5]
- 事業主体：北海道開発局[5]

## 歴史
- 1983年度（昭和58年度）：事業化[6]。
- 1985年度（昭和60年度）：工事着手[6]。
- 1989年度（平成元年度）：国道38号から平原大橋までの1.3 km区間が4車線供用[6]。平原大橋を含む1.5 km区間が暫定2車線供用[6]。
- 1994年度（平成06年度）：全線暫定2車線供用[6]。
- 1995年度（平成07年度）：道東自動車道音更帯広IC供用開始に伴い、7.3 km区間が4車線供用[6]。
- 2003年度（平成15年度）：平原大橋を含む1.4 kmが4車線供用[6]。
- 2008年度（平成20年度）：全線4車線供用し、事業完了[6]。

## 地理
音更町の沿線一帯は農地が広がっており、音更帯広IC周辺に音更町IC工業団地、柳月の工場兼店舗であり本社所在地となるスイートピアガーデンと道の駅おとふけ、然別に北海道拓殖バス本社が立地している。帯広市の沿線は住宅地に国立病院機構帯広病院が立地しているほか、工業団地の帯広市西20条北工業団地に近接している。バイパス終点付近に柏林台駅がある。

### 通過する自治体
- 河東郡音更町
- 帯広市

### 交差する道路
| 道路                          | 場所                                   | 備考                                      |
| 足寄・士幌方面                | 足寄・士幌方面                         | 足寄・士幌方面                            |
| ----------------------------- | -------------------------------------- | ----------------------------------------- |
| 国道241号現道                 | 河東郡音更町字東和西4線7号             | 〈音更大通（木野大通）〉                  |
| 北海道道133号音更新得線       | 河東郡音更町音更西1線7号               | 北海道道337号上士幌士幌音更線との重用区間 |
| 〈音更北大通〉                | 河東郡音更町音更西2線5号               |                                           |
| 〈雄飛が丘通〉                | 河東郡音更町音更西2線3号               |                                           |
| E38 道東自動車道              | 河東郡音更町音更西2線（10 音更帯広IC） |                                           |
| 北海道道337号上士幌士幌音更線 | 河東郡音更町音更西2線1号               |                                           |
| 北海道道75号帯広新得線        | 河東郡音更町然別                       | 〈国見通〉                                |
| 〈北親通〉                    | 帯広市西17条北3丁目                    |                                           |
| 〈木賊原通〉                  | 帯広市西18条・北2丁目・西17条北1丁目   |                                           |
| 〈工業団地通〉                | 帯広市西18条・北2丁目・西17条北1丁目   |                                           |
| 国道38号                      | 帯広市西17条北1丁目・西17条南1丁目     | 〈石狩通（十勝国道）〉                    |
| 北海道道715号芽室東四条帯広線 | 帯広市西17条北1丁目・西17条南1丁目     | 〈弥生新道〉                              |
| 芽室・帯広市街方面            |                                        |                                           |

### 道路施設

#### 橋梁
- 共和橋（上り：294.6 m、下り：294.6 m）[14]
- 翠橋（54.3 m）[14]
- 虹橋（46.3 m）[14]
- 茜橋（26.0 m）[14]
- 萌黄橋（上り：10.6 m、下り：10.6 m）[14]
- 白銀橋（上り：13.7 m、下り：13.7 m）[14]
- 平原大橋（上り：755.0 m、下り：755.0 m）[14]

## 参考資料
- “一般国道241号 帯広北バイパス 事後評価結果準備書説明資料” (PDF).  北海道開発局. 2017年2月8日閲覧。
- “一般国道241号 帯広北バイパス” (PDF). 北の交差点 Vol.23 SPRING-SUMMER 2008.   北海道道路管理技術センター (2008年). 2017年2月8日閲覧。